# New Portland
New Portland – miasto w Stanach Zjednoczonych, w stanie Maine, w hrabstwie Somerset.